# Hellboy: The Crooked Man
Ne doit pas être confondu avec The Crooked Man.
Série
Hellboy
(2019)
Pour plus de détails, voir Fiche technique et Distribution.
Hellboy: The Crooked Man est un film multinational réalisé par Brian Taylor et sorti en 2024.
Il s'agit du 4e film adapté des comics Hellboy créés par Mike Mignola, après le diptyque Hellboy/Hellboy 2 : Les Légions d'or maudites (2004-2008) réalisé par Guillermo del Toro et Hellboy (2019) de Neil Marshall. Tout comme ce dernier, il s'agit d'un reboot non lié aux précédents films. Le scénario s'inspire particulièrement du comics L'Homme tordu publié en 2008.

## Synopsis
Dans les années 1950, Hellboy et une jeune recrue du BPRD se retrouvent bloqués dans les Appalaches lors d'une mission. Ils y découvrent une petite communauté hantée par des sorcières et dirigée par un démon lié au passé de Hellboy, l'Homme tordu.

## Fiche technique
Sauf indication contraire, les informations mentionnées dans cette section peuvent être confirmées par la base de données cinématographiques IMDb,  présente dans la section « Liens externes ».
- Titre original : Hellboy: The Crooked Man
- Réalisation : Brian Taylor
- Scénario : Mike Mignola, Christopher Golden et Brian Taylor, d'après Hellboy de Mike Mignola
- Musique : Sven Faulconer
- Direction artistique : n/a
- Décors : Orlin Grozdanov
- Costumes : Irina Kotcheva
- Photographie : Ivan Vatsov
- Montage : Ryan Denmark
- Production : Jeffrey Greenstein, Yariv Lerner, Mike Richardson, Robert Van Norden, Les Weldon et Jonathan Yunger

Producteurs délégués : Christa Campbell, Boaz Davidson, Lati Grobman, Avi Lerner, Tanner Mobley, Julia Muentefering, Michael Mullner et Trevor Short
Coproducteurs : Sam Schulte et Cristina Serafini
- Sociétés de production : Campbell Grobman Films, Dark Horse Entertainment, Telepool, Bulgarian National Film Center, Nu Boyana Film Studios et Millennium Media
- Société de distribution : Ketchup Entertainment (États-Unis)
- Budget : 20 millions de dollars[2]
- Pays de production :  États-Unis,  Royaume-Uni,  Allemagne,  Bulgarie
- Langue originale : anglais
- Format : couleur
- Genre : fantastique, horreur, action
- Durée : 99 minutes
- Date de sortie[3] :
  - Royaume-Uni : 27 septembre 2024
  - États-Unis : 8 octobre 2024 (vidéo à la demande)

## Distribution
- Jack Kesy : Hellboy
- Jefferson White : Tom Ferrell[4]
- Adeline Rudolph : Bobbie Jo Song
- Leah McNamara : Effie Kolb
- Hannah Margetson : Cora Fisher
- Martin Bassindale : Pr Trevor "Broom" Bruttenholm / Crooked Man
- Joseph Marcell : le révérend Watts

## Production

### Genèse et développement
En février 2023, malgré l'échec critique et commercial de Hellboy (2019) de Neil Marshall, un nouveau reboot est annoncé. Il est précisé que le film sera notamment produit par Millennium Media (en) et sera intitulé Hellboy: The Crooked Man, d'après l'arc narratif du même nom publié en 2008. Brian Taylor est dans la foulée annoncé comme réalisateur. Il évoque peu après son approche du projet :

« Les films de Guillermo del Toro étaient de productions de grande ampleur, et étaient complètement dans son style. Mais les comics que Mike Mignola sortait à ce moment-là avaient une ambiance très différente. Plus secs, plus méchants, plus proche du folk horror. Un Hellboy plus jeune qui explore les recoins sombres du monde... Enquêteur du paranormal, rôdeur nocturne... The Crooked Man en particulier est une histoire tellement iconique, écrite par Mike, illustrée par Richard Corben - une autre légende ! Pour moi, c'est la meilleure version de ce personnage. Donc l'idée, à mon avis, c'est d'opérer un vraiment renversement, et d'aller vraiment chercher cette version de Hellboy, que je ne pense pas avoir vue au cinéma pour l'instant. »

— Brian Taylor, février 2023
Créateur du comics original, Mike Mignola participe à l'écriture du scénario avec Christopher Golden, avec lequel il collaboré sur Lord Baltimore,.

### Attribution des rôles
En mars 2023, Jack Kesy est annoncé pour incarner Hellboy. Jefferson White et Adeline Rudolph incarneront respectivement Tom Ferrell et Bobbie Jo Song.

### Tournage
Le tournage débute en mars 2023. Il se déroule en Bulgarie,. Les prises de vues s'achèvent le 15 mai 2023.